# Остров Бруснева
Остров Бруснева — небольшой остров в море Лаптевых. Расположен в бухте Тикси в 5 км на восток от посёлка Тикси. Размеры острова 1 на 2 км.
В 1903 году командир шхуны «Заря» Ф. А. Матисен назвал остров в честь участника Русской полярной экспедиции инженера Михаила Ивановича Бруснева, составившего подробнейшую карту острова Новая Сибирь. На острове ему установлен обелиск.

## Топографические карты
- Лист карты R-52-III,IV Тикси. Масштаб: 1 : 200 000. Состояние местности на 1982 год. Издание 1987 г.